# Anton Kolmayr
Anton Kolmayr (* 11. August 1899 in Leoben; † 31. März 1975 in Graz) war ein österreichischer Politiker (CS/VF)

## Leben
Als Sohn eines Lederfabrikanten geboren, ging Kolmayr auf das Realgymnasiums in Leoben. Dort wurde er Mitglied der pennal-conservativen Burschenschaft Gothia. Nach dem Besuch des Marieninstituts Graz nahm er ab 1917 als Einjährig-Freiwilliger am Ersten Weltkrieg teil, wo er verwundet wurde und als Fähnrich nach Hause kam. Ab 1919 machte er im Familienbetrieb eine Ausbildung zum Gerbermeister und ging als Gerber auf Wanderschaft durch Norddeutschland, Südtirol, Tirol und Oberösterreich. Daraufhin studierte er Geschichte an der Karl-Franzens-Universität in Graz. Während seines Studiums wurde er 1928 Mitglied der Burschenschaft Allemannia Graz. 1932 wurde er zum Dr. phil. promoviert.
Kolmayr übernahm den Familienbetrieb und wurde Zunftmeister der steierischen Ledererzunft. In der Zeit des Ständestaates war er von 1935 bis 1938 Bürgermeister von Leoben. Nach dem Anschluss Österreichs musste er zurücktreten. Im Zweiten Weltkrieg diente Kolmayr als Hauptmann der Artillerie, hauptsächlich als Batterieführer in Norwegen. Nach der Rückkehr aus Kriegsgefangenschaft 1945 arbeitete er wieder im Familienbetrieb und engagierte sich in der Standespolitik. Von 1947 bis 1965 war er steierischer Landesinnungsmeister des Lederergewerbes, der Kürschner, Handschuhmacher und Gerber. Er war auch Obmann der Bezirksstelle Leoben der Kammer der gewerblichen Wirtschaft für Steiermark. Ab 1947 war er auch Vorsitzender der Meisterprüfungskommission für das Rotgerber- sowie das Weiß- und Sämischgerberei-Gewerbe. 1965 wurde er zum Kommerzialrat ernannt.

## Ehrungen
- 1956: Ehrenbürger der Montanuniversität Leoben

## Veröffentlichungen
- Das Ledererhandwerk in der Steiermark. Dissertation Universität Graz 1932.